# Kitsuné
Kitsuné ist ein unabhängiges, französisches Elektro/Indie-Rock- und Modelabel und wurde 2002 von Gildas Loaëc, Masaya Kuroki und dem in London beheimateten Modelabel Åbäke (Patrick Lacey, Benjamin Reichen, Kajsa Ståhl und Maki Suzuki) gegründet. Kitsune (狐) ist das japanische Wort für „Fuchs“ und kann sowohl das reale Tier wie auch den gleichnamigen Yðkai meinen.
Neben zahlreichen Maxis und EPs veröffentlicht das Label Kompilationen mit den Künstlern des Labels.

## Künstler bei Kitsuné
- Adam Sky
- Alan Braxe
- Alex Gopher
- Appaloosa
- Archigram
- autoKratz
- Beni
- Black Strobe
- Bloc Party
- Boys Noize
- Cazals
- Chew Lips
- Citizens!
- Crystal Castles
- Crystal Fighters
- Cut Copy
- Digitalism
- Does It Offend You, Yeah?
- Guns N' Bombs
- Fantastic Plastic Machine
- Fischerspooner
- Foals
- Fred Falke
- Hadouken!
- Heartsrevolution
- Hot Chip
- Icona Pop
- I Scream Ice Cream
- Is Tropical
- Joe and Will Ask?
- Kaos
- Khan
- Klaxons
- Lacquer
- La Roux
- Lo-Fi-Fnk
- Lost Valentinos
- Metronomy
- Parcels
- Passions
- Pin Me Down
- Playgroup
- Phones
- Popular Computer
- Punks Jump Up
- Romuald
- Say Lou Lou
- Shakedown
- Simian Mobile Disco
- Slagsmålsklubben
- Ted & Francis
- The Teenagers
- The Things
- Tom Vek
- Tomboy
- Towa Tei
- Two Door Cinema Club
- VHS or Beta
- The Whip
- The Whitest Boy Alive
- Wolfmother
- Yelle
- You Love Her Coz She's Dead